# Лицей № 200 (Новосибирск)
МАОУ «Лицей № 200» — муниципальное автономное общеобразовательное учреждение Новосибирска. Специализируется на профильном обучении по направлениям: гуманитарное (углубленное изучение литературы, истории, английского языка), техническое (углубленное изучение математики, физики, информатики), экономическое, естественно-научное (углубленное изучение химии, биологии) и социально-правовое.

## История лицея
На просторах великой страны,
В ярком свете златых куполов
Лицеисты-России сыны-
Мы наследники славы отцов!
Легендарных героев дела
И победы мы в сердце храним,
Чтоб Отчизна жила и цвела,
Мы свой труд и талант отдадим!
Припев:
Лицей! Счастливые года!
Лицей! Мы молоды всегда!
Тебя, наступят времена,
Прославят наши имена!
Здесь в себя мы поверили вдруг
И ценить научились друзей.
Здесь познали мы тайны наук,
Тайны неба, земли и морей.
В этих стенах, как в Царском Селе,
Дух великих открытий царит.
Лицеисты, на этой земле
Много дел славных вам предстоит!
Припев:
Лицей! Счастливые года!
Лицей! Мы молоды всегда!
Тебя, наступят времена,
Прославят наши имена!
Средняя школа в Заельцовском районе Новосибирска была спроектирована ещё в начале 1980-х годов, её строительство было завершено десять лет спустя. 16 января 1991 года была открыта муниципальная средняя школа № 200. Основателем школы является руководитель высшей категории Цыганова Лидия Ивановна. С 2009 года школой руководит Надежда Станиславовна Дергилева.
В 1991 году на пришкольной территории был заложен дендрарий, в котором выросли две липовые и дубовая рощи, манчжурская сирень, пирамидальные тополя.
С 1992 года школа начала работать по программе новой модели «Экология и диалектика» Л. В. Тарасова. В этом же году в школе были открыты классы гуманитарного, физико-математического, химико-биологического направления.
5 июня 1998 года Главным управлением образования Администрации Новосибирской области учреждению выдано свидетельство о государственной аккредитации и присвоен статус муниципального лицея, который подтверждён в 2003 году. Лицей № 200 является членом Ассоциации лицеев и гимназий города Новосибирска.
В сентябре 2024 года лицей попал в «антирейтинг» пяти худших школ Новосибирска, в котором были собраны учебные заведения с наименьшим количеством баллов и набольшим — отрицательных отзывов родителей в 2ГИС.

## Профилизация
По окончании 9-го класса ученики, в зависимости от своих способностей, выбирают определённое направление, по которому они хотели бы получать более глубокие знания:
I. Техническое направление: физико-математические классы — классы с углубленным изучением математики и физики, с расширенной программой по информатике; математические классы — классы с углубленным изучением математики, информатики. инженерно-технические классы — классы с углубленным изучением математики, физики и информатики.
II. Экономическое направление: экономические классы — классы с углубленным изучением математики, с расширенной программой по информатике, с изучением курса «Современная экономика».
III. Естественно-научное направление: химико-биологические классы — классы с углубленным изучением химии и биологии;
химико-математические классы — классы с углубленным изучением химии и математики, с расширенной программой по биологии.
IV. Гуманитарное направление: гуманитарные классы — классы с углубленным изучением русского языка и литературы, с расширенной программой по истории, иностранному языку, с изучением японского языка.
V. Социально-правовое направление: социально-правовой профиль 10-11 класса открыт в лицее в 2006—2007 учебном году. Наряду с базовым перечнем изучаемых предметов программой профиля предусмотрено изучение следующих дисциплин: история Отечества, право, психология, делопроизводство, основы издательского дела. Окончившие данный профиль могут поступать на юридический, социально-правовые факультеты.

## Учащиеся
За первые 15 лет работы школа (затем лицей) № 200 подготовила 1164 выпускника
В 1994 году в школе появились первые медалисты, первая золотая медалистка впоследствии окончила НГУ с красным дипломом. С 1994 по 2007 годы 105 выпускников получили медали, из них 26 — золотые (при этом только в 2005 году среди выпускников было 17 золотых медалистов). С 1997 года школа является лидером по итогам районных предметных олимпиад.
98 % выпускников успешно поступают в высшие учебные заведения, из них 50 % на бюджетной основе.

## Награды и звания
- «Лучшая школа года» г. Новосибирска (2006; абсолютный победитель во всех 5-ти номинациях)[5][6]
- победитель Всероссийского конкурса общеобразовательных учреждений, активно внедряющих инновационные образовательные программы (5 мая 2007)[7][8]
- занесён на районную Доску Почета за высокие производственные показатели (2007)[7]
- стал лауреатом Всероссийского публичного закрытого конкурса "100 лучших учреждений/организаций Российской Федерации" и получил именной диплом в номинации "Лучшие общеобразовательные организации Российской Федерации-2024" (2024)[9].

## Культурная жизнь
Школа № 200 была украшена росписями и авторскими интерьерами, созданными усилиями выпускников художественно-графического факультета Новосибирского педагогического института; впоследствии эти дизайнерские решения стали темой экскурсий из других городов.
С 1993 года в школе стал проводиться КВН. С 1998 года творчески одарённые учащиеся старших классов реализуют свои таланты в лицейской газете «Начало». В лицее работают студии хорового пения, изобразительного искусства, моделирования одежды (члены последней участвуют в городских и республиканских конкурсах), литературный клуб «Мы», экологический клуб «Популяция 200».